# Базијаш
Базијаш (рум. Baziaş) је насеље у општини Соколовац, која припада округу Караш-Северин у Румунији. Насеље је значајно по присутној српској националној заједници у Румунији.
Базијаш некада је био прњавор српског православног манастира Базјаш.

## Положај насеља
Село Базијаш се налази на месту ушћа реке Нере у Дунав, у румунском делу Ђердапа (код месних Срба познат као Банатска клисура). Заједно са оближњим Соколовцем је највише румунско насеље на Дунаву. Изнад насеља издиже се планина Локве.

## Историја
Према "Румунској енциклопедији" место се први пут помиње у документима 1370. године. Ту је 1581. године одржан велики црквени скуп. Ту се у то време налазио православни манастир Базијаш. Базјаш је за време Турака било "дербенџијско место" на Дунаву, а касније постало манастирски прњавор (пронија). Данашњи Базијаш је постао важно место након аустријско-турског рата 1788. године. уништењем главног дунавског пристаништа Паланке, ту улогу је од 1795. године преузео Базијаш. Те године је ту пристизала помоћ у храни, а извозило се и дрво из јужног Баната.
Саобраћај бродова на Дунаву се интензивирао 1831. године. Лука Базјаш је постала складиште за угаљ којима су покретани пароброди. Угаљ је допреман из околних рудника. Жељезничка пруга је почела да се гради 1847. године, између Оравице и Базијаша. Након прекида градње због грађанског рата, настављени су радови 1850. Прва жељезничка пруга у аустријској царевини ишла је на релацији између Темишвара и Базијаша на Дунаву, од 1. новембра 1856. године. Пуна жељезничка линија између Базијаша и Темишвара отворена је 30. августа 1858. године. Уз пристаниште изграђено је и бродоградилиште, које ће касније бити премештено у Оршаву. Када су хтели путници из Кнежевине Србије да брзо одпутују за Пешту или Беч, ишло се лађом низ Дунав до Базијаша. У тамошњој жељезничкој станици на обали Дунава, улазило би се у брзе возове за север. Са пристаништа у Базијашу је много робе транспортовано жељезницом по целој Аустроугарској царевини. Свој највећи узлет место је достигло 1880. године, да би због губитка бродоградилишта и успостављања државне границе између Југославије и Румуније остало изоловано и изгубило много тога, пре свега становништво.
Претплатник књижевног часописа "Даница" из Новог Сада, био је 1864. године Ђ. Стаматовић из Базијаша.
Године 1777. православни прота је био у Базијашу намештен.

## Становништво
По последњем попису из 2002. године село Базијаш имало је свега 69 становника. Последњих деценија број становника опада.
Село је од давнина било вишенародно, а месни Срби су одувек били мањина. Национални састав на појединим пописима био је следећи:
| Година пописа | 1910. год.  | 1992. год. | 2002. год. |
| Укупно ст.    | 345         | 51         | 69         |
| Срби          | 106 (30,7%) | 17 (33,3%) | 12 (17,4%) |
| Румуни        | 12 (3,5%)   | 33 (64,7%) | 54 (78,3%) |
| остали        | 227 (65,8%) | 1 (2,0%)   | 3 (4,3%)   |